# Jukkasjärvi
Jukkasjärvi és una localitat situada al municipi de Kiruna, al Comtat de Norrbotten, Suècia, amb 548 habitants, l'any 2010. Està a 321 metres d'altitud.
El seu nom és d'origen sami septentrional, on Čohkkirasjávri significa "llac de reunió", ja que la zona és al costat del llac en el qual el poble va ser fundat com a mercat Sami. El poble té els seus primers pobladors residents de parla finlandesa al segle xvii, que van canviar el nom cap a la versió finesa de Jukkasjärvi, eliminant així el seu significat, encara que Järvi (jávri en Sami) també significa llac a Finlàndia. Aquest va ser també el nom utilitzat pels funcionaris suecs.
El poble és un allotjament turístic popular durant els mesos d'hivern i és força conegut pel seu hotel de gel (Icehotel). L'església de Jukkasjärvi, feta tota de fusta, és l'edifici més antic de la vila (construïda al voltant de 1607/1608) i és ben conegut pel seu retaule tríptic de l'artista Bror Hjorth.